# Zhang Zhen (general)
Zhang Zhen (kinesisk: 张震; pinyin: Zhāng Zhèn; født 5. oktober 1914 i fylket Pingjiang i provinsen Hunan i Kina, død 3. september 2015) var en kinesisk general og tidligere medlem af Den centrale militærkommission i Folkerepublikken Kina. Han var en af veteranerne hvis hverv i Folkets Befrielseshær gik helt tilbage til hærens første år.
Han var rektor ved militærakademiet i Nanjing og havde en række høje kommandoposter i hæren. 